# Adesmia laxa
Adesmia laxa är en ärtväxtart som beskrevs av Dominique Clos. Adesmia laxa ingår i släktet Adesmia och familjen ärtväxter. Inga underarter finns listade i Catalogue of Life.